# Meteor Crater
Pour les articles homonymes, voir Barringer.
Meteor Crater est un cratère d'impact situé environ 60 km à l'est de Flagstaff, en Arizona (ouest des États-Unis). Il est aussi appelé cratère Barringer, en souvenir de l'ingénieur des mines Daniel Moreau Barringer qui acheta le site en 1903. Il avait antérieurement été nommé cratère Canyon Diablo, nom qui est resté celui de la météorite à l'origine du cratère.
Le cratère, en forme de bol, mesure entre 1 200 et 1 400 mètres de diamètre, et sa profondeur est de 190 mètres. Il s'est formé il y a environ 50 000 ans, à la suite de l'impact d'une météorite d'environ 50 mètres de diamètre et d'une masse de 300 000 tonnes. La majeure partie de la météorite s'est vaporisée ou dispersée, mais on dispose d'environ 30 tonnes de fragments, principalement composés de fer et de nickel, les composants usuels du fer météorique.

## Formation du cratère

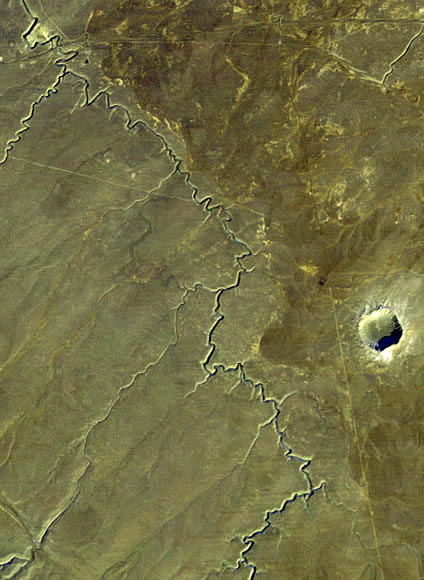
Meteor Crater vu de l'espace.

Le cratère s'est formé il y a environ 50 000 ans, au Pléistocène, alors que le climat du plateau du Colorado était plus frais et plus humide qu'aujourd'hui. À cette époque, la région était recouverte par une végétation de savane ouverte et peuplée de mammouths laineux, de paresseux terrestres géants et de camélidés. En revanche, les êtres humains ne peuplaient probablement pas encore la région.
L'objet qui est à l'origine de la formation du cratère était une météorite ferreuse riche en nickel d'un diamètre d'environ cinquante mètres. Sa vitesse au moment de sa collision avec la Terre était de plusieurs kilomètres par seconde.
À l'origine, les modélisations donnaient une vitesse de 20 km/s mais les études les plus récentes, avancent une vitesse plus faible, de 12,8 km/s. On estime que la météorite a perdu la moitié de sa masse initiale, qui était de l'ordre de 300 000 tonnes, au cours de sa traversée de l'atmosphère terrestre. Une partie de la roche constituant la météorite s'est en effet vaporisée au cours de cette traversée.
La météorite est entrée en collision avec le sol suivant un angle de 80 degrés.
La collision a dégagé une énergie considérable équivalente à 2,5 mégatonnes de TNT, ou encore à celle d'une explosion thermonucléaire environ 150 fois plus puissante que celle de la bombe d'Hiroshima. L'explosion éjecta du sol 175 millions de tonnes de roche.
Des blocs de roche calcaire pesant plus de trente tonnes ont été projetés au-delà du cratère ; des débris rocheux formés au moment de l'impact ont été retrouvés sur une étendue de 260 km2. 
La chaleur et le souffle engendrés par la collision ont probablement détruit instantanément toute forme de vie dans un rayon de quatre kilomètres. Dans un rayon de dix kilomètres, la chaleur dégagée par la boule de feu a provoqué de sévères brûlures sur tous les organismes vivants. Dans un rayon de quatorze à vingt-deux kilomètres, une onde de choc se déplaçant à la vitesse de 2 000 km/h a tout balayé sur son passage.
Cependant, l'impact ne projeta pas une quantité de poussière suffisante dans l'atmosphère pour pouvoir modifier notablement le climat de la Terre. La zone de la collision fut entièrement recolonisée par la faune et la flore en l'espace d'un siècle.
La météorite fut en grande partie vaporisée au moment de la collision. Des fragments de fer et nickel, de la taille d'un grain de gravier à celle de gros blocs pesant jusqu'à 650 kilogrammes, ont été récoltés dans la zone de débris entourant le cratère. Des gouttelettes de fer et de nickel de la taille d'un grain de sable sont retombées dans et autour du cratère après la condensation de la vapeur métallique.

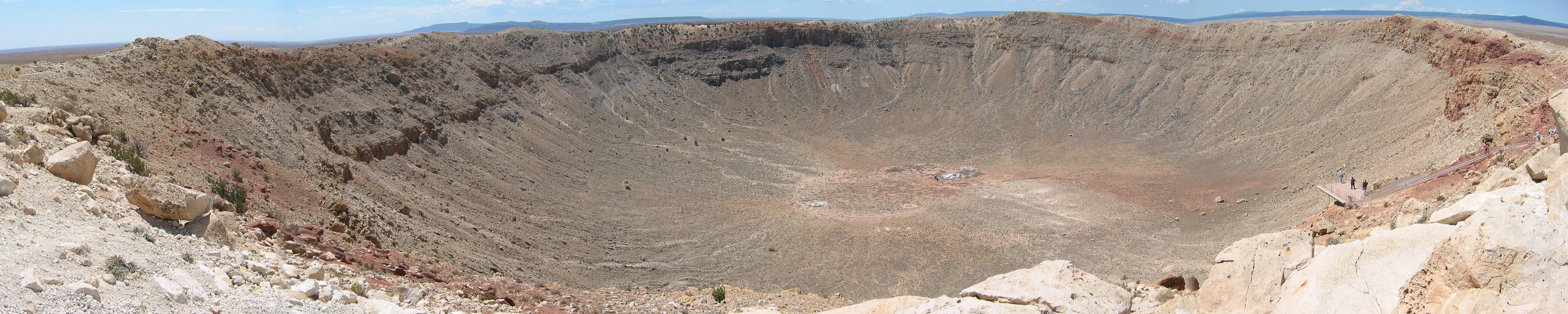
Image panoramique du cratère.

## Découverte et investigations
Le cratère est connu depuis le XVIIIe siècle. Les premières investigations scientifiques pour expliquer l'origine du cratère eurent lieu au XIXe siècle peu de temps après sa découverte par les premiers colons européens. Dans un premier temps, on pensa que le cratère était d'origine volcanique. Mais cette explication était difficilement plausible. Les terrains volcaniques les plus proches, ceux de San Francisco, sont en effet situés 64 km plus à l'ouest.
En 1891, le géologue Grove Karl Gilbert effectua des recherches et en déduisit que le cratère était en fait un maar.
En 1903, un homme d'affaires et ingénieur des mines du nom de Daniel Moreau Barringer suggéra que le cratère avait été produit par l'impact avec la Terre d'une météorite de fer géante. Sa compagnie, la Standard Iron Company, acheta les terrains comprenant le cratère et ses alentours. Il effectua des investigations de 1903 à 1905 et publia en 1906 un article qui démontrait que le cratère était bien d'origine météoritique. Mais les arguments de Barringer se heurtèrent à un scepticisme général car l'importance du rôle qu'avaient joué les météorites dans la géologie de notre planète était alors méconnue. Barringer pensait que les restes de la météorite pouvaient être retrouvés sous le sol du cratère. Il ignorait que la météorite avait été entièrement vaporisée au moment de la collision. Les connaissances que l'on avait en physique sur ces phénomènes de collisions étaient en effet à l'époque encore très rudimentaires. Il essaya pendant 27 ans de trouver du fer métallique et creusa un puits jusqu'à 419 m de profondeur sous le cratère.
L'hypothèse de Barringer fut confirmée par Eugene M. Shoemaker en 1960. C'est la découverte de la présence dans le cratère de coésite et de stishovite, des formes rares et denses de silice qui ne se rencontrent qu'en des endroits où des minéraux de quartz ont été violemment choqués à la suite d'un impact dû à une météorite, qui permit de lever le doute sur l'origine du cratère.

## Meteor Crater aujourd'hui

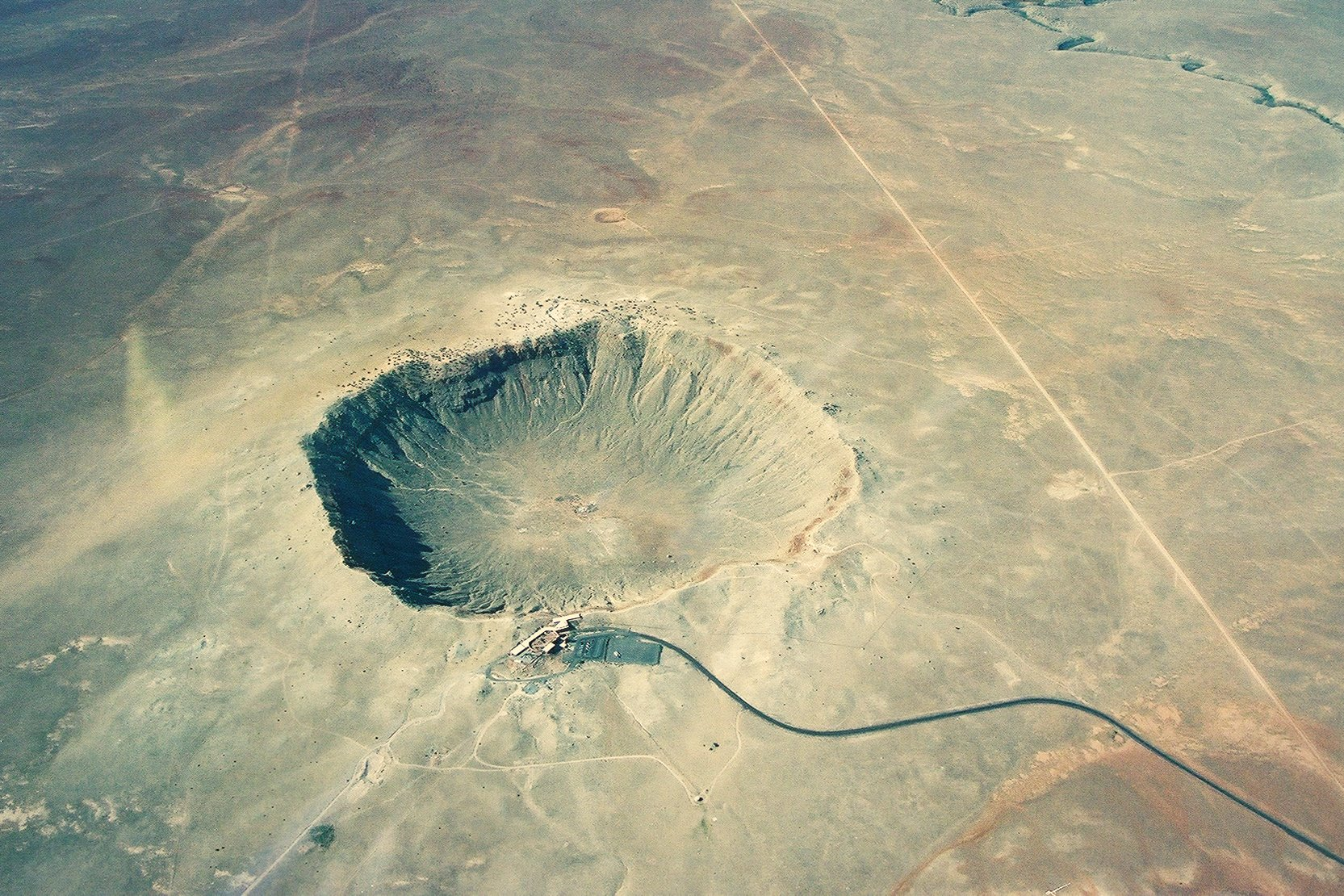
Vue aérienne de Meteor Crater.

Meteor Crater est au début du XXIe siècle une attraction touristique populaire ; l'accès au site est payant. Malgré l'importance du site sur le plan géologique, il ne peut bénéficier d'une protection en tant que monument national car il n'est pas propriété de l'État fédéral américain. En effet, le cratère appartient encore aujourd'hui aux membres de la famille Barringer.
Durant les années 1960, le cratère a servi de terrain d'entraînement aux astronautes de la NASA devant participer aux missions sur la Lune.

## Géologie
Le soubassement rocheux se compose de :
- grès de Coconino ;
- calcaire de Kaibab ;
- grès de Moenkopi.

## Culture
Dans Starman, film américain réalisé par John Carpenter et sorti en 1984, un extra-terrestre (Jeff Bridges) prend l'apparence du défunt mari de Jenny Hayden (Karen Allen) et l'oblige à l'accompagner jusqu'au lieu, le Meteor Crater, où ses congénères doivent le récupérer.

### Sources de l'article
- (en) Cet article est partiellement ou en totalité issu de l’article de Wikipédia en anglais intitulé « Meteor Crater » (voir la liste des auteurs).

#### Ouvrages et revues en français
- Collectif, Le commentaire de paysages en géographie physique, Armand Colin, 2004 (ISBN 2-200-26554-9) : fiche n°32, « Les temps instantanés du paysage : Meteor crater (Arizona, États-Unis) », pp. 142–145
- Alain Carion, Les météorites et leurs impacts, Paris, Masson, 1997, 222 p. (ISBN 2-225-82845-8)

#### Ouvrages et revues en anglais
- Eugene M. Shoemaker et Susan W. Kieffer, Guidebook to the Geology of Meteor Crater, Arizona, Tempe, Arizona, Center for Meteorite Studies, Arizona State University, 1979
- Stan Gaz, Sites of Impact : Meteorite Craters Around the World, Princeton Architectural Press, 2009 (ISBN 978-1-56898-815-3 et 1-56898-815-X)